# Enrico Oldoini
Enrico Oldoini (* 4. Mai 1946 in La Spezia; † 10. Mai 2023) war ein italienischer Drehbuchautor und Filmregisseur.

## Leben
Oldoini besuchte seit 1966 die Accademia d’Arte Drammatica, ohne sie jedoch mit einem Abschluss zu verlassen. Ab 1972 war er als Regieassistent und gelegentlicher Schauspieler tätig; zwei Jahre später trug er zum Drehbuch der Fernsehserie Vivere insieme bei. Anschließend reüssierte er als gefragter Drehbuchautor für Komödien für Darsteller wie Adriano Celentano oder Carlo Verdone, für die er ab 1984 auch als Regisseur hinter der Kamera stand. Die meisten seiner Filme waren Kassenerfolge; zeit seiner Karriere war Oldoini auch für das Fernsehen tätig, wo er in den 1990er und 2000er Jahren mit Filmen wie Dio vedo e provvede und Miniserien wie Don Matteo seine Erfolgsgeschichte fortsetzte. Seinen Filmen wird bescheinigt, bei aller Turbulenz und Wortwitz die Bezüge zur Aktualität herzustellen und von humanitärem Geist durchdrungen zu sein.

## Filmografie (Auswahl)
Drehbuch
- 1976: Magnum 45 (È tanta paura)
- 1978: Bleib wie du bist (Così come sei)
- 1981: Ornella – Die Unwiderstehliche (Nessuno è perfetto)
- 1981: Der Spion meiner Träume (Tais-toi quand tu parles!)
- 1982: Bingo Bongo
- 1982: Ich, Chiara und der Finstere (Io, Chiara e lo Scuro)
- 1982: Das verhexte Haus (La casa stregata)
- 1984: Die Freundin meiner Frau (Sotto… sotto… strapazzato da anomale passione)
- 1990: Opa spielt verrückt (Tolgo il disturbo)

Drehbuch und Regie
- 1985: Der Größte bin ich (Lui è peggio di mei)
- 1987: Bye Bye Baby (Bye Bye Baby)
- 1987: Zwei Italiener mögen’s heiß (Bellifreschi)
- 1999–2002: Don Matteo (Fernsehserie, zahlreiche Folgen)
- 2008: La fidanzata di Papà
- 2011: Die Bergpolizei – Ganz nah am Himmel (Un passo dal cielo) (Fernsehserie, zahlreiche Folgen)